# Sedliacka Dubová
Sedliacka Dubová este o comună slovacă, aflată în districtul Dolný Kubín din regiunea Žilina, pe malul râului Orava⁠(d). Localitatea se află la altitudinea de 531 m deasupra n.m., se întinde pe o suprafață de 11,645 km2 și în 2017 număra 536 de locuitori.

## Istoric
Localitatea Sedliacka Dubová este atestată documentar din 1397.

## Demografie
| An:                | 1994 | 2004   | 2014   | 2024   |
| ------------------ | ---- | ------ | ------ | ------ |
| Număr de persoane: | 506  | 504    | 516    | 536    |
| Diferență:         |      | −0,39% | +2,38% | +3,87% |

| An:                | 2023 | 2024   |
| ------------------ | ---- | ------ |
| Număr de persoane: | 533  | 536    |
| Diferență:         |      | +0,56% |